# Giovanna Bonanno
Giovanna Bonanno, född 1713, död 30 juli 1789, var en påstådd italiensk häxa och dömd professionell giftmördare.
Giovanna Bonanno var tiggare i Palermo. Hennes tidiga liv är okänt, men hon bedöms vara samma person som den Anna Panto, som 1744 noteras som gift med en Vincenzo Bonanno. I oktober 1788 ställdes hon inför rätta anklagad för trolldom. 
Bonanno bekände inför rätta att hon sålde gift till kvinnor som ville mörda sina makar. Den vanliga kunden var en gift kvinna med en älskare. Kunden köpte den första dosen för att ge offret magkramp, den andra för att föra honom till sjukhus, och den tredje för att döda honom. Doktorn kunde vid dessa dödsfall inte fastställa dödsorsaken. Under tiden fram till hennes arrest hade flera misstänkta dödsfall inträffat i Palermo: två bagarhustrur och en adelsman som hade slösat bort sin familjs förmögenhet hade alla blivit oförklarligt sjuka. En dag hade Maria Pitarra, som var på väg för att leverera en av Bonannos gifter, insett att det tilltänkta offret var sonen till en av hennes vänner, och hon hade då förvarnat modern. Kvinnan hade då själv gjort en beställning, och då Bonanno anlände blev hon arresterad. Vid rättegången vittnade flera apotekare om att de hade sålt hennes gifter. Giovanna Bonanno frikändes från häxeri men dömdes till döden för giftmord och avrättades genom hängning.  